# Time Machine (Joe Satriani)
Time Machine è il quinto album di Joe Satriani, pubblicato nel 1993. Il primo disco contiene brani inediti registrati in studio; il secondo propone esecuzioni live tratte dai tour del 1988 e del 1992.
Speed of Light è presente anche nella colonna sonora del film Super Mario Bros..

## Tracce

### Disco uno (studio)
1. Time Machine - 5:07
2. The Mighty Turtle Head - 5:12
3. All Alone - 4:22
4. Banana Mango II - 6:05
5. Thinking of You - 3:57
6. Crazy - 4:06
7. Speed of Light - 5:14
8. Baroque - 2:15
9. Dweller on the Threshold - 4:15
10. Banana Mango - 2:44
11. Dreaming #11 - 3:37
12. I Am Become Death - 3:56
13. Saying Goodbye - 2:54
14. Woodstock Jam - 16:07

### Disco due (live)
1. Satch Boogie - 3:58
2. Summer Song - 5:01
3. Flying in a Blue Dream - 5:24
4. Cryin' - 5:54
5. The Crush of Love - 5:40
6. Tears in the Rain - 1:58
7. Always with Me, Always with You - 3:21
8. Big Bad Moon - 4:57
9. Surfing with the Alien - 2:51
10. Rubina - 6:44
11. Circles - 4:14
12. Drum Solo - 2:14
13. Lords of Karma - 5:43
14. Echo - 7:49

Tutti i brani sono di Joe Satriani, ad eccezione di The Crush of Love (Satriani, John Cuniberti).

## Formazione
- Joe Satriani - chitarra, basso elettrico, tastiere, voci (Crazy)
- Stuart Hamm - basso elettrico
- Matt Bissonette - basso elettrico
- Tom Coster - organo
- Doug Wimbish - basso elettrico
- Jeff Campitelli - percussioni, batteria
- Gregg Bissonette - batteria
- Jonathan Mover - percussioni, batteria
- Simon Phillips - batteria